# Kanton Bouloire
Kanton Bouloire (fr. Canton de Bouloire) je francouzský kanton v departementu Sarthe v regionu Pays de la Loire. Tvoří ho osm obcí.

## Obce kantonu
- Bouloire
- Coudrecieux
- Maisoncelles
- Saint-Mars-de-Locquenay
- Saint-Michel-de-Chavaignes
- Thorigné-sur-Dué
- Tresson
- Volnay